# Maíz Bt

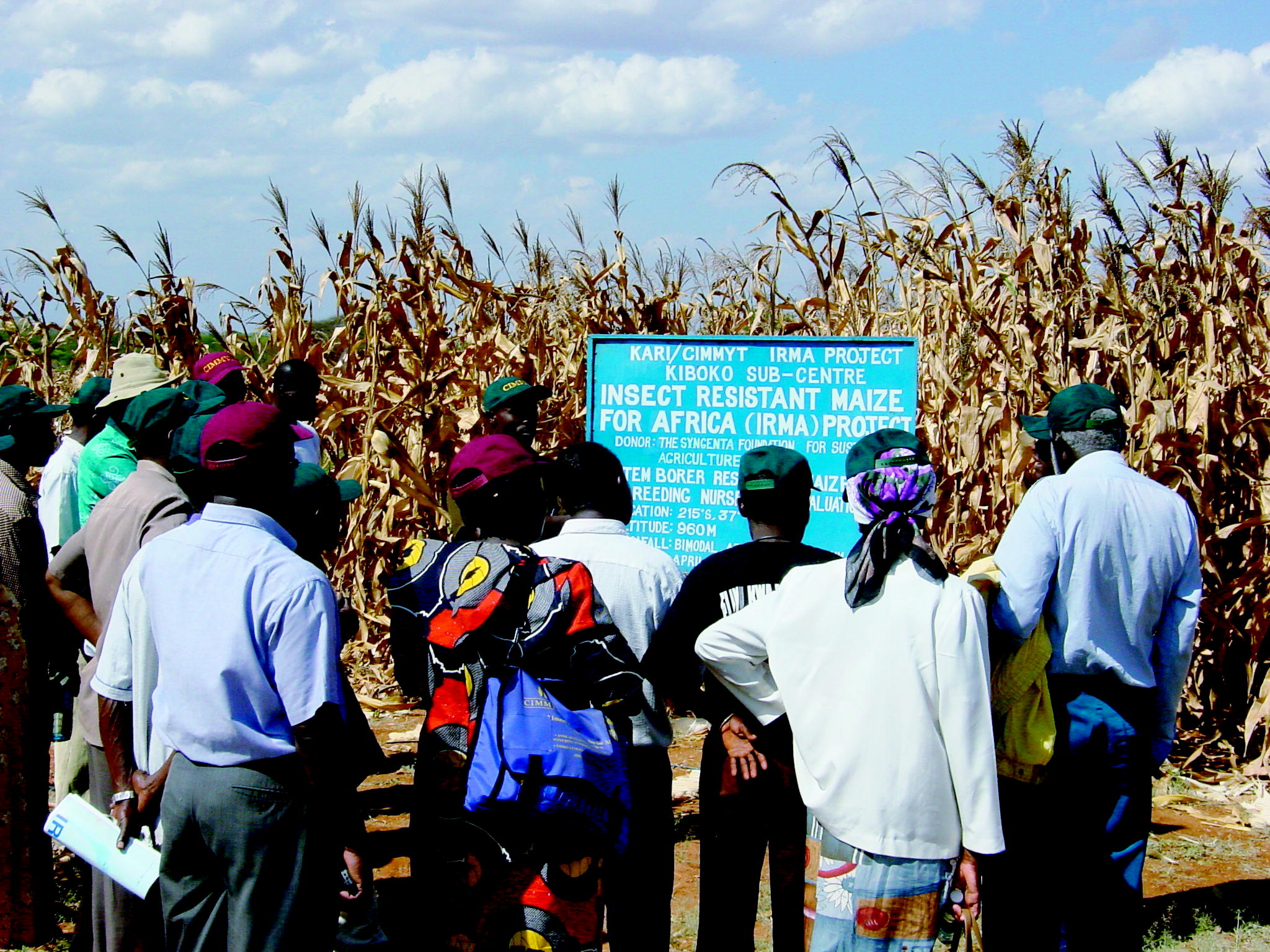
Cultivo de maíz Bt en Kenia.

El maíz Bt es un tipo de maíz transgénico que produce una proteína de origen bacteriano. La proteína Cry, producida naturalmente por Bacillus thuringiensis es tóxica para las larvas de insectos barrenadores del tallo, que mueren al comer hojas o tallos de maíz Bt. 

## Descripción

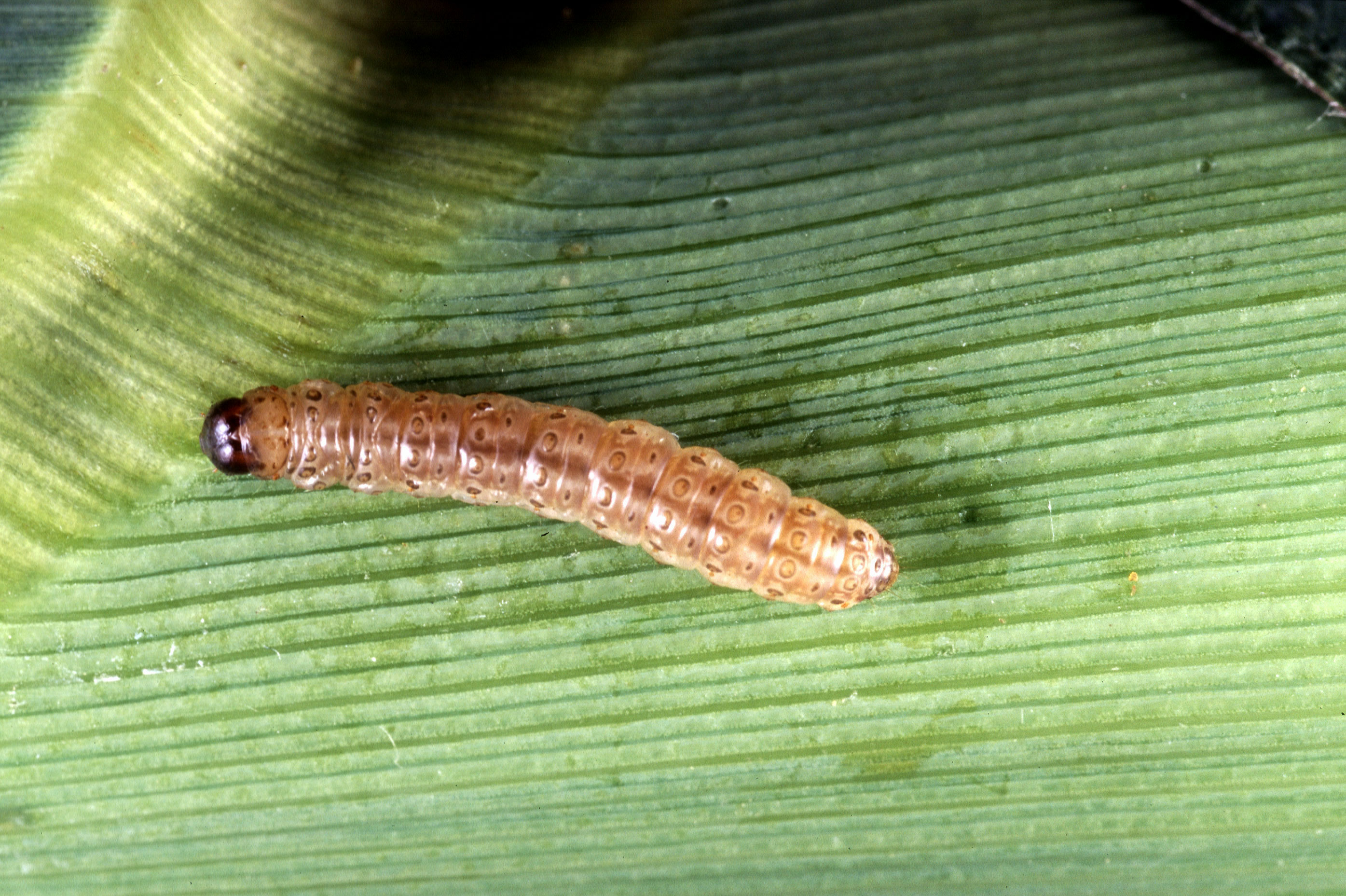
Las orugas de Ostrinia nubilalis se alimentan de maíz, convirtiéndose en plaga en los cultivos intensivos.

Los barrenadores del tallo (Diatraea saccharalis y Ostrinia nubilalis) son insectos lepidópteros que constituye la principal plaga del cultivo de maíz en muchos países productores, tales como la Argentina y Estados Unidos. Sus larvas se alimentan de los tallos y las hojas, dejando galerías que dañan la planta, la quiebran, impiden el transporte de nutrientes y sustancias y son vía de entrada para hongos.
La denominación "Bt" deriva de Bacillus thuringiensis, una bacteria que normalmente habita el suelo y cuyas esporas contienen proteínas tóxicas para ciertos insectos. Estas proteínas, denominadas "Cry" o cristal paraesporal, se activan en el sistema digestivo del insecto y se adhieren a su epitelio intestinal causando la formación de poros en el tracto digestivo larval, alterando el equilibrio osmótico del intestino. Esto provoca la parálisis del sistema digestivo del insecto el cual deja de alimentarse y muere a los pocos días. Esos poros también naturalmente pueden producirse por bacterias entéricas como Escherichia coli y Enterobacter que entran al hemocoel donde se multiplican y causan sepsis. Las toxinas Cry son consideradas inocuas para mamíferos, pájaros e insectos “no-blanco”. Hay varias proteínas Cry (y por lo tanto diferentes genes cry) y cada una es específica para un tipo o grupo de insectos o Bt.
Los beneficios que presenta el maíz Bt se centran en la posibilidad que tiene el agricultor de controlar las plagas sin emplear insecticidas. El control eficiente de las plagas permite un mayor rendimiento y un manejo más flexible de las fechas de siembra y cosecha.

## Distribución mundial
En 2001, aparece el maíz Bt "Evento 176" que es aprobado por la "Environmental Protection Agency, EPA" cuando se comprueba que cesa o queda muy poca expresión de Bt en las espigas, no siendo ya efectivo contra una segunda generación de insectos.
En la Unión Europea está autorizado el cultivo de un maíz Bt, llamado MON810 de la multinacional Monsanto.
En España se permite el cultivo de maíz transgénico desde 1998. Desde entonces se han cultivado variedades del evento Bt 176 de Syngenta (retirado del mercado a partir de enero de 2005), y un gran número de variedades de MON810 de Monsanto,  que se siguen cultivando actualmente. 
En 2011, se cultivó en España unas 97346,31 ha del maíz Bt de Monsanto.
Según el informe del ISAAA (Servicio para la Adquisición de Aplicaciones Agro-biotecnológicas), en 2008 se sembraron en todo el mundo 125 millones de hectáreas con cultivos genéticamente modificados (OGM), un 9,4 % más que en 2007.
El 29,8% de esas hectáreas corresponden a maíz, las cuales, en su gran mayoría son híbridos de maíz Bt.
Para el 2008, el 48% del maíz cultivado en Argentina es Bt. Cabe mencionar que también se han cultivado en la campaña 2008/09 híbridos de maíz que contienen dos características acumuladas: la resistencia a insectos y la tolerancia a glifosato.

### Rechazo al maíz Bt
Otros países han rechazado el cultivo de este maíz por considerarlo peligroso para el medio ambiente (Austria, Grecia, Italia, Hungría, Luxemburgo, Polonia, Francia, Alemania e Irlanda).[cita requerida]

## Efectos ambientales de los maíces Bt

### Aparición de otras plagas
Otros insectos pueden sustituir a la plaga del taladro en los campos de maíz transgénico. Por ejemplo, la toxina Bt, producida por el maíz MON 810, no afecta a las larvas de la oruga Striacosta albicosta, cuya población aumentó de forma notable en determinados años en las parcelas de maíz Bt comparadas con el maíz convencional.
Los únicos datos relacionados son experimentos en laboratorio en los cuales se alimenta a algunos insectos con toxina Bt directamente. Es decir, con dosis mucho más elevadas de las que se podrían llegar a encontrar nunca en un ecosistema natural. Por tanto, no existen pruebas experimentales que demuestren que los sistemas fluviales puedan sufrir daños debidos a los cultivos Bt.

### Contaminación genética
Existen muchos casos de contaminación transgénica, es decir, aparición de plantas con los caracteres de las variedades transgénicas en cultivos originalmente no transgénicos (tanto de producción convencional como ecológica) causados por cruzamiento accidental.

### Variabilidad en la cantidad de toxina producida
La cantidad de toxina Bt producida por el MON 810 varía de forma importante entre distintas parcelas e incluso entre las plantas de una misma parcela.